# Cuyamungue Grant, New Mexico
Cuyamungue Grant, New Mexico (енгл. Cuyamungue Grant) насељено је место без административног статуса у америчкој савезној држави Њу Мексико.

## Демографија
По попису из 2010. године број становника је 226.
| Група             | 2000.    | 2010.       |
| Белци             | 0 (0,0%) | 82 (36,3%)  |
| Афроамериканци    | 0 (0,0%) | 0 (0,0%)    |
| Азијати           | 0 (0,0%) | 0 (0,0%)    |
| Хиспаноамериканци | 0 (0,0%) | 138 (61,1%) |
| Укупно            | 0        | 226         |